# Tesoro Corporation
Tesoro Corporation (o corporación Tesoro) fue una empresa de hidrocarburos estadounidense que tenía intereses en los sectores petrolífero, del gas natural, y del refinado de gasolinas y Estaciones de servicio en América.
En 2017 Tesoro cambió su nombre oficial a Andeavor.
El 1 de octubre de 2018, Andeavor anunció la celebración de un acuerdo de fusión definitivo con Marathon Petroleum, mediante el cual Marathon Petroleum adquirió todas las acciones en circulación de Andeavor.